# ایولم
ایولم (به انگلیسی: Ewelme) یک روستا و محله مدنی در بریتانیا است که در آکسفوردشر جنوبی واقع شده‌است. ایولم ۱۱٫۵۰ کیلومتر مربع مساحت و ۱٬۰۴۸ نفر جمعیت دارد.